# Primera División Femenina de baloncesto 1981-82
La temporada 1981-82 de la Liga Femenina fue la 19.ª temporada de la liga femenina de baloncesto. Se disputó entre 1981 y 1982, culminando con la victoria de Celta Citroën.

## Liga regular
| Pos. | Equipo                   | Pts. | PJ | G  | E | P  | GF   | GC   | Dif. | Clasificación o descenso    |
| ---- | ------------------------ | ---- | -- | -- | - | -- | ---- | ---- | ---- | --------------------------- |
| 1    | Celta Citroën            | 63   | 22 | 21 | 0 | 1  | 2052 | 1130 | +922 | Campeón                     |
| 2    | Picadero Comansi         | 63   | 22 | 21 | 0 | 1  | 1871 | 1126 | +745 |                             |
| 3    | Canoe N. C.              | 54   | 22 | 18 | 0 | 4  | 1622 | 1334 | +288 |                             |
| 4    | CIBES Nifsa              | 43   | 22 | 14 | 1 | 7  | 1529 | 1506 | +23  |                             |
| 5    | CD Donosti               | 39   | 22 | 13 | 0 | 9  | 1669 | 1707 | −38  |                             |
| 6    | Hispano Francés Donuts   | 34   | 22 | 11 | 1 | 10 | 1358 | 1514 | −156 |                             |
| 7    | CD Complutense           | 25   | 22 | 8  | 1 | 13 | 1487 | 1638 | −151 |                             |
| 8    | GE Iberia                | 22   | 22 | 7  | 1 | 14 | 1480 | 1678 | −198 |                             |
| 9    | Universitario Valladolid | 18   | 22 | 6  | 0 | 16 | 1184 | 1566 | −382 |                             |
| 10   | Tenerife Cristal         | 15   | 22 | 5  | 0 | 17 | 1392 | 1705 | −313 |                             |
| 11   | Club Banesto             | 9    | 22 | 3  | 0 | 19 | 1365 | 1714 | −349 | Descenso a Segunda División |
| 12   | ADEPAF                   | 9    | 22 | 3  | 0 | 19 | 1141 | 1532 | −391 | Descenso a Segunda División |

 Fuente: BRD

## Postemporada
- Campeonas de la Primera División Femenina 1981-82: Celta Citroën (3er título).
- Campeonas de la Copa de la Reina 1981-82: Celta Citroën (2º título).
- Clasificadas para Copa de Europa de Campeonas 1982-83: Celta Citroën.
- Clasificadas para Copa Ronchetti 1982-83: Hispano Francés Donuts.
- Descendidas a Segunda División:  ADEPAF y Club Banesto.
- Ascendidas de Segunda División:  Escolapias de Madrid (Joventut Badalona se ganó el ascenso pero renunció, por lo que la siguiente temporada habrá 11 equipos).